# Патрон замкнутого типа
Патрон замкнутого типа — разновидность боеприпасов для стрелкового оружия малого демаскирующего действия, которое, как правило, разрабатывается для специальных операций. Большинство принятых на вооружение образцов таких патронов основаны на принципе расширения и отсекания пороховых газов в переменно-замкнутом объёме патронной гильзы и, в силу этого, позволяют вести беспламенную, бесшумную и бездымную стрельбу, не применяя в конструкции оружия специального глушителя.

## Принцип действия
Как правило, для отсечки пороховых газов, в патронную гильзу вводится новая деталь — поршень, который иногда также называют пыжом или поддоном. Он размещается между пороховым зарядом и пулей. При выстреле, под давлением горящего пороха поршень придает пуле ускорение, а сам, заклиниваясь на скосах дульца патронной гильзы, обеспечивает запирание продуктов горения внутри неё. После выстрела, избыточное давление пороховых газов постепенно стравливается через зазоры между поршнем и гильзой.
В подобных оружейных системах (см. например ТКБ-506 или МСП) для уменьшения потерь кинетической энергии пули на трение протяжённость нарезной части ствола не превосходит длины рабочего хода поршня-толкателя; в этих же целях разработчики также увеличивают число нарезов с четырёх до шести. Сам патрон, как правило, оснащается утяжелённой пулей и уменьшенным зарядом быстрогорящего пороха. Вследствие этого эффективная дальность стрельбы для пистолетов не превышает 25-50 метров, а для автоматов и винтовок — 200—400 метров.

## Интересные факты
Одними из первых, кто опробовал идею запирания пороховых газов внутри оружия, были создатели глушителя «БраМит» братья Митины, которые запатентовали в 1929 году «револьвер для беззвучной стрельбы». Предложенная ими конструкция револьвера имела два соосных барабана, в одном из которых размещались пули в специальных поддонах, а во втором — отверстия для прохождения пуль при стрельбе и специальные поддоночные гнёзда. Во время выстрела, пуля вместе с поддоном покидает первый барабан и проходя через второй теряет поддон, который, застревая в поддоночном гнезде запирает пороховые газы внутри оружия. После выстрела, при откате боевого барабана в исходное положение уже достаточно охладившиеся продукты сгорания порохового заряда выпускаются в атмосферу. Следующим взводом курка оба барабана одновременно проворачиваются на одно гнездо, выравниваясь соосно со стволом револьвера. Среди недостатков данной системы отмечают сложности с перезарядкой, так как стрелку необходимо было удалить не только стреляные гильзы из первого барабана, но и поддоны, засевшие в поддоночных гнёздах второго.
Еще одним интересным образцом первых патронов замкнутого типа являлся боеприпас советского инженера Гуревича (Тульский оружейный завод) с жидкостным толкателем, действие которого опиралось на принцип гидравлического редуктора. В гильзе его конструкции между пыжом-поршнем и пулей находилась дистиллированная вода, которая во время выстрела и проталкивала пулю вдоль канала ствола; при этом пыж, достигая горлышка гильзы запирал пороховые газы внутри неё. Разница в размерах площади поперечного сечения между стволом и гильзой обеспечивала значительный выигрыш в скорости ввиду того факта, что вода, в отличие от пороховых газов, является практически несжимаемой. Недостатком данной системы было большое облако водяных брызг, демаскирующих стрелка, а также невозможность использовать данное оружие при низких температурах, вследствие которых вода замерзала и разрывала гильзы.

В книге советского разведчика Николая Хохлова описывается один из первых образцов оружия с патронами замкнутого типа:
Пистолет был небольшой, с тройным стволом, напоминавшим волнистый, толстый портсигар, поставленный на ребро. Подполковник, демонстрировавший нам оружие, вынул из кармана своего синего халата несколько стальных блестящих цилиндров, напоминавших короткие и тупоносые сигары. С одной стороны они имели капсюль, как у охотничьих патронов, а с другой выглядывало рыльце пули. Подполковник начал объяснять:

— Секрет оружия в цилиндре. Пистолет ничего особенного из себя не представляет. В нем три камеры для цилиндров и пружинный боек, который по очереди разбивает цилиндровые капсюли. Поскольку секрет заключен в цилиндрах, следует уничтожать их немедленно после использования. Лучше всего их топить в ближайшем канале или реке. Эти цилиндры — демонстрационные. Мы их перезаряжаем. Эффект глушения у них, конечно, не такой, как у новых. Прицельность оружия, между прочим, невелика. Стволом служит короткий отрезок цилиндра. Отклонения пули в полете большие. Так, что рабочей дистанцией мы считаем метров десять-двадцать. Но сила у пули солидная: на двадцать пять метров пробивает четыре дюймовые доски. Доски сосновые, конечно.  

## Образцы на вооружении
- СП-2
- СП-3
- СП-4